# 直交化された平面波
原子において、内殻電子の波動関数はポテンシャルの影響を強く受けるため激しく変化する。このため、波動関数は原子軌道を基底関数として記述するのが適当であるが、価電子部分はポテンシャルの影響が内殻よりずっと弱いので波動関数の変化は、格子間領域で緩やかとなる。従って価電子部分の波動関数は平面波を基底関数として記述するのが適当である。

この時、価電子部分を記述する平面波基底は、内殻電子の波動関数と直交する必要があり、直交するようにしたものを直交化された平面波（英：Orthogonalized plane wave, OPW）と言う。これを使って電子状態を求める方法を直交化された平面波による方法（OPW法）と言う。
この手法は展開すべき平面波の数を減らすことができるが、基底関数の形は複雑になるため、現在バンド計算にはあまり用いられない。

## 関連記事
- 物性物理学